# Efferia lades
Efferia lades är en tvåvingeart som först beskrevs av Walker 1849.  Efferia lades ingår i släktet Efferia och familjen rovflugor. Inga underarter finns listade i Catalogue of Life.